# Biosteres jason
Biosteres jason är en stekelart som beskrevs av Fischer 1970. Biosteres jason ingår i släktet Biosteres och familjen bracksteklar. Inga underarter finns listade.